# Thắng Lợi, Pleiku
Thắng Lợi là một phường cũ thuộc thành phố Pleiku, tỉnh Gia Lai, Việt Nam.
Dân số năm 2018 là 15.934 người, mật độ dân số đạt 2.256 người/km².

## Lịch sử
Phường Thắng Lợi được thành lập năm 2006 theo theo Nghị định 98/2006/NĐ-CP, trên cơ sở một phần diện tích tự nhiên và dân số của xã Chư Á.
Năm 2025, theo Nghị quyết số 1664/NQ-UBTVQH15, giải thể thuộc thành phố Pleiku và thành lập phường An Phú trên cơ sở hợp nhất toàn bộ diện tích tự nhiên và dân số của 3 đơn vị hành chính thuộc thành phố là phường Thắng Lợi, xã An Phú và xã Chư Á. 

## Hành chính
Năm 2008, phường này gồm có 8 tổ dân phố và các làng Chuét 1, Chuét 2 và Nha Prông
- Tổ dân phố 1 (trước đây là một phần thôn 3, xã Chư Á): gồm 160 hộ, 750 người. Địa giới: phía Đông giáp xã Chư Á; phía Tây giáp tổ dân phố 3 và 4; phía Nam giáp tổ dân phố 2, làng Chuét 2 và Nha Prông; phía Bắc giáp xã Trà Đa.
- Tổ dân phố 2 (trước đây là một phần thôn 3, xã Chư Á): gồm 158 hộ, 582 người. Địa giới: phía Đông giáp tổ dân phố 1; phía Tây giáp tổ dân phố 3; phía Nam giáp tổ dân phố 8, làng Chuét 1, Chuét 2; phía Bắc giáp tổ dân phố 1.
- Tổ dân phố 3 (trước đây là thôn 2, xã Chư Á): gồm 194 hộ, 843 người. Địa giới: phía Đông giáp tổ dân phố 1 và 2; phía Tây giáp tổ dân phố 4; phía Nam giáp tổ dân phố 7 và 8; phía Bắc giáp tổ dân phố 4.
- Tổ dân phố 4 (trước đây là thôn 4, xã Chư Á): gồm 222 hộ, 892 người. Địa giới: phía Đông giáp tổ dân phố 1 và 3; phía Tây giáp tổ dân phố 5 và tổ dân phố 6; phía Nam giáp tổ dân phố 7; phía Bắc giáp tổ dân phố 6 và xã Trà Đa.
- Tổ dân phố 5 (trước đây là một phần thôn 5, xã Chư Á): gồm 157 hộ, 612 người. Địa giới: phía Đông giáp tổ dân phố 4; phía Tây giáp tổ dân phố 6 và phường Trà Bá; phía Nam giáp tổ dân phố 7 và phường Trà Bá; phía Bắc giáp tổ dân phố 4 và 6.
- Tổ dân phố 6 (trước đây là một phần thôn 5, xã Chư Á): gồm 163 hộ, 665 người. Địa giới: phía Đông giáp tổ dân phố 4; phía Tây giáp phường Trà Bá; phía Nam giáp tổ dân phố 5 và phường Trà Bá; phía Bắc giáp xã Trà Đa.
- Tổ dân phố 7 (trước đây là một phần thôn 1, xã Chư Á): gồm 233 hộ, 942 người. Địa giới: phía Đông giáp tổ dân phố 8; phía Tây giáp phường Trà Bá; phía Nam giáp phường Trà Bá; phía Bắc giáp tổ dân phố 3, 4 và 5.
- Tổ dân phố 8 (trước đây là một phần thôn 1, xã Chư Á): gồm 190 hộ, 852 người. Địa giới: phía Đông giáp làng Chuét 1; phía Tây giáp tổ dân phố 7 và xã Chư HDrông; phía Nam giáp xã Chư Á; phía Bắc giáp tổ dân phố 2 và 3.
- Làng Chuét 1: trước đây là một phần làng Chuét, xã Chư Á.
- Làng Chuét 2: trước đây là một phần làng Chuét, xã Chư Á.
- Làng Nha Prông: một phần làng Nha Prông cũ thuộc xã Chư Á.